# Omar Hassi
Omar Hassi (arab. عمر حاسي, ur. 15 kwietnia 1976 w Fezie) – marokański piłkarz, grający jako ofensywny pomocnik. Reprezentant kraju. Po zakończeniu kariery trener, prowadzi Hilal Nador.

## Kariera klubowa

### Początki
Karierę rozpoczynał w Maghrebie Fez. Grał tam jako junior do 2001 roku, kiedy przebił się do pierwszego składu. 1 lipca 2007 roku przeniósł się do JS Massira.

### Wydad Fès
1 lipca 2008 roku przeniósł się do Wydadu Fès. W sezonie 2011/2012 (pierwszym w bazie Transfermarkt) zagrał 11 meczów, strzelił 3 gole i miał 5 asyst. W kolejnym sezonie rozegrał 10 meczów i strzelił bramkę.

### Dalsza kariera
12 stycznia 2013 roku został zawodnikiem Ittihadu Khémisset. 1 lipca tego samego roku zakończył przygodę z piłką.

## Kariera reprezentacyjna
W marokańskiej reprezentacji zadebiutował 14 października 2001 roku w meczu przeciwko Mali (porażka 2:1). Zagrał cały mecz. Pierwszego gola strzelił 3 października 2002 w meczu przeciwko reprezentacji Nigru (wygrana 6:1). Do siatki trafił w 78. minucie. To były jego jedyne mecze w barwach narodowych.

## Kariera trenerska

### Maghreb Fez
Jego pierwszą pracą w roli trenera było stanowisko szkoleniowca Maghrebu Fez, które objął 22 kwietnia 2023 roku. W tej roli zadebiutował  3 maja tego samego roku w meczu przeciwko Raja Casablanca (zwycięstwo 2:1). W sumie poprowadził Maghreb w trzech spotkaniach. 1 czerwca zakończył tam pracę.

### Hilal Nador
1 listopada 2023 roku został zatrudniony w Hilalu Nador.